# Maravillas de las Victorias
Maravillas de las Victorias är en ort i Mexiko.   Den ligger i kommunen Silao de la Victoria och delstaten Guanajuato, i den centrala delen av landet, 290 km nordväst om huvudstaden Mexico City. Maravillas de las Victorias ligger 1 749 meter över havet och antalet invånare är 667.
Terrängen runt Maravillas de las Victorias är en högslätt, och sluttar söderut. Runt Maravillas de las Victorias är det tätbefolkat, med 297 invånare per kvadratkilometer. Närmaste större samhälle är Silao, 11,0 km norr om Maravillas de las Victorias. Omgivningarna runt Maravillas de las Victorias är en mosaik av jordbruksmark och naturlig växtlighet.